# GmbH & Co. KG
Une GmbH & Co. KG (Gesellschaft mit beschränkter Haftung & Compagnie Kommanditgesellschaft) est une forme d'entreprise allemande. Il s'agit d'une « Kommanditgesellschaft » dont l'associé commandité n'est pas une personne physique mais une personne morale de type GmbH.